# Муратова, Эльмира Серверовна
Эльмира Муратова (крымскотат. Elmira Muratova, укр. Ельмі́ра Мура́това; 18 октября 1978, Самарканд, Узбекская ССР, СССР) — крымскотатарский политолог, востоковед, исследователь ислама и межэтнических отношений в Крыму.

## Биография
Родилась 18 октября 1978 года в Самарканде, Узбекская ССР. Окончила Таврический национальный университет имени В. И. Вернадского в 2000 году, защитив дипломную работу на тему «История ислама в Крыму», затем с 2003 по 2005 год работала ассистентом кафедры политических наук данного университета, в дальнейшем в должности доцента кафедры политических наук.
В 2004 году защитила кандидатскую диссертацию на тему «Политологический анализ процесса Возрождения ислама в Крыму».
С 2005 по 2006 год была профессором Центра по изучению России, Восточной Европы и Евразии Университета Канзаса.. 
С октября 2007 по январь 2008 года была почетным ассистентом школы славянских и восточноевропейских исследований Университетского колледжа Лондона.
Входит в составленный организацией «Авдет» список 20 самых влиятельных крымских татар.

## Труды
Написала ряд статей и монографий в области политологии и исламоведения на тему крымских татар и ислама, а также является соавтором книги «Ислам в Крыму: Очерки истории функционирования мусульманских институтов».

### Монографии
- Муратова Э. С. Крымские мусульмане: взгляд изнутри (результаты социологического исследования). — Симферополь: ЧП «Элиньо», 2009. — 52 с.
- Муратова Э. С. Исламское возрождение в постсоветском Крыму // Бойцова Е. Е., Ганкевич В. Ю., Муратова Э. С., Хайрединова З. З. Ислам в Крыму: очерки истории функционирования мусульманских институтов. — Симферополь: ЧП «Элиньо», 2009. — С. 328—426.
- Муратова Э. С. Ислам в современном Крыму: индикаторы и проблемы процесса возрождения. — Симферополь: ЧП «Эльиньо», 2008. — 240 с.

### Статьи
- «Рамки» репрезентации крымских татар в региональных СМИ Крыма // Вісник СевНТУ. Серія «Політологія». Севастополь, 2010. — Вип.112. — С. 181—185.
- "He Who Pays the Piper Calls the Tune': Muslim Sponsors of Islamic Revival in Crimea', Religion, State and Society. 2009, 37 (3): 263—276.
- Институционализация ислама в Крыму: мусульманские общины полуострова // Ученые записки ТНУ. Серия «Политические науки». — Симферополь, 2007. — Т. 20 (59), № 2. — С. 15-22.
- Роль исламского фактора в процессе реализации национальных интересов Украины // Ученые записки ТНУ. Серия «Политические науки». — Симферополь, 2007. — Т. 20 (59), № 1. — С.97-102.
- Основные подходы к радикальному исламу на постсоветском пространстве // Ученые записки ТНУ. Серия «Политические науки». — Симферополь, 2006. — Т. 19 (58), № 3. — С. 29-41.
- Возрождение ислама в контексте государственной политики Украины // Ученые записки ТНУ. Серия «Политические науки». — Симферополь, 2004. — Т. 17 (56), № 1. — С. 101—106.
- Исламские «ориентиры» крымских татар // Ученые записки Таврического национального университета. Серия «Политические науки». — Симферополь, 2003. — Т. 16 (55), № 1. — С. 21-27.
- Исламские ориентиры крымскотатарского народа // Birlik. — Нью-Йорк, 2003, № 9. — С. 55-63.